# Elecciones municipales de Cabo Verde de 2004
Las elecciones municipales de Cabo Verde de 2004 tuvieron lugar el domingo 21 de marzo del mencionado año con el objetivo de renovar las autoridades locales de los diecisiete municipios que componían el país africano. Se eligió de este modo a los 117 miembros de las Cámaras Municipales y a los 285 miembros de las Asambleas Municipales. Fueron las cuartas elecciones desde la instauración de los gobiernos locales autónomos en 1991, también fueron las primeras bajo el gobierno de José María Neves.
Estas elecciones representaron la irrupción del sistema bipartidista entre el Partido Africano de la Independencia de Cabo Verde (PAICV) y el Movimiento para la Democracia (MpD) en el plano municipal, que en las tres anteriores elecciones se había caracterizado por una mayor presencia de los «grupos independientes» localistas. En total, el MpD triunfó en nueve municipios: Paul, Porto Novo, São Nicolau, Boavista, Maio, São Miguel y Tarrafal. Sin embargo, el PAICV retuvo el control de Praia, la capital caboverdiana, y triunfó en Brava, Mosteiros, Santa Cruz, Santa Catarina y São Filipe. Los grupos independientes alineados con el MpD triunfaron en Sal y Ribeira Grande.
Respecto al voto popular, el MpD se presentó como tal en quince de los diecisiete municipios, mientras que postuló candidatos bajo grupos independiente en los dos restantes (Ribeira Grande y Sal). La unidad resultante se impuso en los comicios con un 48,92% de los votos para camaristas y un 48,74% para asambleístas, obteniendo 65 escaños en las Cámaras Municipales y 152 miembros de Asambleas. Aunque incrementó sus apoyos con respecto a la elecciones anteriores, que había ganado, el PAICV, que disputó dieciséis municipios y respaldó a un grupo independiente en el restante (São Domingos), resultó derrotado y obtuvo un total de 50 camaristas y 118 asambleístas con el 43,32% y 43,39% de los votos respectivos. Las terceras fuerzas se mostraron diezmadas y ninguna buscó presentar candidaturas en todo el país, limitándose a algunas regiones.
Los únicos dos municipios en los cuales no se logró una clara mayoría y por lo tanto tuvieron una Cámara Municipal de composición mixta fueron Porto Novo, donde el MpD logró una estrecha victoria ante el PAICV (aunque este obtuvo su mejor resultado histórico en un distrito de la Isla de Santo Antão, un férreo bastión del MpD) y en São Vicente, donde la competencia fue atomizada entre cuatro partidos. Con una sólida irrupción en este municipio, la Unión Caboverdiana Independiente y Democrática (UCID) alcanzó el mejor resultado para un tercer partido y sus votos representaron por sí solos la tercera unidad más votada del país (2,85% para camaristas y 2,80% para asambleístas), mientras que el Partido del Trabajo y la Solidaridad (PTS), del escritor Onésimo Silveira, logró ingresar también a la Cámara Municipal. La cuarta fuerza más votada a nivel nacional fue la coalición entre el Partido de la Convergencia Democrática (PCD) y el Partido de la Renovación Democrática (PRD), que disputó más que nada municipios de la región del Sotavento.

## Reglas electorales

### Sistema electoral
Cada uno de los diecisiete municipios caboverdianos tiene un poder ejecutivo encabezado por una Cámara Municipal colegiada, cuyo presidente (que debe ser uno de sus miembros) en la práctica actúa como «alcalde», y un poder legislativo representado por una Asamblea Municipal con poderes deliberativos. Los municipios con 30.000 habitantes eligen 21 escaños de la Asamblea Municipal y 9 camaristas. Los municipios con menos de 30.000 habitantes, pero más de 10.000, eligen 17 escaños de la Asamblea Municipal y 7 camaristas. Por último, los municipios con menos de 10.000 habitantes eligen 13 escaños de la Asamblea Municipal y 5 camaristas. Las Asambleas Municipales se eligen por representación proporcional por listas con distribución mediante sistema d'Hondt. Con respecto a la Cámara Municipal, si un partido logra mayoría absoluta de votos válidamente emitidos obtendrá la totalidad de los escaños, mientras que, si ningún partido logra esta mayoría, los escaños se distribuirán de manera proporcional entre los partidos por el mismo sistema que la Asamblea Municipal.
Todos los ciudadanos caboverdianos mayores de dieciocho años, así como los extranjeros y apátridas con residencia legal y habitual en Cabo Verde durante más de tres años antes de las elecciones, así como los ciudadanos portugueses legalmente establecidos en el territorio del archipiélago y debidamente empadronados cuentan con derecho a voto. Del mismo modo, aquellos que cumplan los requisitos para tener derecho a voto y los extranjeros o apátridas legalmente establecidos en Cabo Verde por al menos cinco años antes de las elecciones pueden ser candidatos a los órganos municipales del distrito en el que se encuentren registrados. Los partidos políticos pueden presentar listas de candidatos a los órganos municipales y, en principio, el cabeza de lista del partido para la Cámara Municipal se considera candidato a alcalde. Un grupo de ciudadanos no afiliados que logren reunir firmas de un 5% de los electores registrados en el distrito pueden configurar un grupo independiente.

### Cargos a elegir
| Municipio      | Camaristas | Asambleístas |
| -------------- | ---------- | ------------ |
| Boavista       | 5          | 13           |
| Brava          | 5          | 13           |
| Maio           | 5          | 13           |
| Mosteiros      | 5          | 13           |
| Paul           | 5          | 13           |
| Porto Novo     | 7          | 17           |
| Praia          | 9          | 21           |
| Ribeira Grande | 7          | 17           |
| Sal            | 7          | 17           |
| Santa Catarina | 9          | 21           |
| Santa Cruz     | 9          | 21           |
| São Domingos   | 7          | 17           |
| São Filipe     | 7          | 17           |
| São Miguel     | 7          | 17           |
| São Nicolau    | 7          | 17           |
| São Vicente    | 9          | 21           |
| Tarrafal       | 7          | 17           |
| Total          | 117        | 285          |

## Resultados

### Nivel general
|  | 42.63 % |

|  | 42.61 % |

|  | 4.19 % |

|  | 4.03 % |

|  | 2.10 % |

|  | 2.10 % |

|  | 48.92 % |

|  | 48.74 % |

|  | 42.34 % |

|  | 42.41 % |

|  | 0.98 % |

|  | 0.98 % |

|  | 43.32 % |

|  | 43.39 % |

|  | 2.85 % |

|  | 2.80 % |

|  | 2.10 % |

|  | 2.34 % |

|  | 1.81 % |

|  | 1.73 % |

|  | 0.86 % |

|  | 0.85 % |

|  | 0.12 % |

|  | 0.11 % |

|  | 0.02 % |

|  | 0.02 % |

|  | 95.58 % |

|  | 95.59 % |

|  | 1.65 % |

|  | 1.56 % |

|  | 2.77 % |

|  | 2.85 % |

|  | 100.00 % |

|  | 100.00 % |

|  | 57.53 % |

|  | 57.53 % |

### Desglose por municipio
|  | 65.04 % |

|  | 64.78 % |

|  | 35.22 % |

|  | 35.22 % |

|  | 96.12 % |

|  | 96.44 % |

|  | 1.57 % |

|  | 1.48 % |

|  | 2.31 % |

|  | 2.08 % |

|  | 100.00 % |

|  | 100.00 % |

|  | 76.56 % |

|  | 76.52 % |

|  | 61.50 % |

|  | 61.68 % |

|  | 38.50 % |

|  | 38.32 % |

|  | 96.87 % |

|  | 96.00 % |

|  | 0.65 % |

|  | 1.30 % |

|  | 2.48 % |

|  | 2.70 % |

|  | 100.00 % |

|  | 100.00 % |

|  | 61.39 % |

|  | 61.39 % |

|  | 58.86 % |

|  | 59.11 % |

|  | 40.17 % |

|  | 39.73 % |

|  | 0.97 % |

|  | 1.15 % |

|  | 95.05 % |

|  | 95.92 % |

|  | 0.93 % |

|  | 1.00 % |

|  | 3.12 % |

|  | 3.08 % |

|  | 100.00 % |

|  | 100.00 % |

|  | 77.10 % |

|  | 77.12 % |

|  | 66.07 % |

|  | 65.73 % |

|  | 33.93 % |

|  | 34.27 % |

|  | 97.38 % |

|  | 97.31 % |

|  | 0.92 % |

|  | 0.94 % |

|  | 1.70 % |

|  | 1.75 % |

|  | 100.00 % |

|  | 100.00 % |

|  | 71.41 % |

|  | 71.41 % |

|  | 56.12 % |

|  | 56.44 % |

|  | 43.88 % |

|  | 43.56 % |

|  | 95.62 % |

|  | 96.05 % |

|  | 1.72 % |

|  | 1.95 % |

|  | 2.66 % |

|  | 2.00 % |

|  | 100.00 % |

|  | 100.00 % |

|  | 75.78 % |

|  | 75.15 % |

|  | 49.76 % |

|  | 49.86 % |

|  | 47.81 % |

|  | 47.20 % |

|  | 2.43 % |

|  | 2.94 % |

|  | 94.53 % |

|  | 94.75 % |

|  | 1.98 % |

|  | 2.04 % |

|  | 3.49 % |

|  | 3.71 % |

|  | 100.00 % |

|  | 100.00 % |

|  | 67.55 % |

|  | 67.57 % |

|  | 52.05 % |

|  | 51.37 % |

|  | 43.10 % |

|  | 43.29 % |

|  | 4.35 % |

|  | 4.87 % |

|  | 0.50 % |

|  | 0.48 % |

|  | 96.21 % |

|  | 96.27 % |

|  | 1.43 % |

|  | 1.22 % |

|  | 2.36 % |

|  | 2.51 % |

|  | 100.00 % |

|  | 100.00 % |

|  | 54.84 % |

|  | 54.84 % |

|  | 77.45 % |

|  | 74.33 % |

|  | 22.55 % |

|  | 25.67 % |

|  | 93.72 % |

|  | 93.99 % |

|  | 2.64 % |

|  | 2.17 % |

|  | 3.64 % |

|  | 3.84 % |

|  | 100.00 % |

|  | 100.00 % |

|  | 60.90 % |

|  | 60.95 % |

|  | 55.30 % |

|  | 55.21 % |

|  | 44.70 % |

|  | 44.79 % |

|  | 96.54 % |

|  | 96.76 % |

|  | 1.68 % |

|  | 1.45 % |

|  | 3.64 % |

|  | 1.79 % |

|  | 100.00 % |

|  | 100.00 % |

|  | 65.23 % |

|  | 65.26 % |

|  | 50.42 % |

|  | 50.46 % |

|  | 43.95 % |

|  | 44.20 % |

|  | 4.22 % |

|  | 4.07 % |

|  | 1.40 % |

|  | 1.27 % |

|  | 93.63 % |

|  | 93.58 % |

|  | 2.12 % |

|  | 2.15 % |

|  | 4.25 % |

|  | 4.27 % |

|  | 100.00 % |

|  | 100.00 % |

|  | 46.98 % |

|  | 46.98 % |

|  | 53.13 % |

|  | 52.89 % |

|  | 46.87 % |

|  | 47.11 % |

|  | 95.11 % |

|  | 95.01 % |

|  | 1.21 % |

|  | 1.49 % |

|  | 3.68 % |

|  | 3.50 % |

|  | 100.00 % |

|  | 100.00 % |

|  | 63.83 % |

|  | 63.79 % |

|  | 72.21 % |

|  | 72.17 % |

|  | 27.79 % |

|  | 27.83 % |

|  | 94.83 % |

|  | 95.12 % |

|  | 2.03 % |

|  | 1.72 % |

|  | 3.14 % |

|  | 3.16 % |

|  | 100.00 % |

|  | 100.00 % |

|  | 69.02 % |

|  | 69.02 % |

|  | 55.80 % |

|  | 56.16 % |

|  | 44.20 % |

|  | 43.84 % |

|  | 96.16 % |

|  | 95.97 % |

|  | 1.37 % |

|  | 1.39 % |

|  | 2.47 % |

|  | 2.64 % |

|  | 100.00 % |

|  | 100.00 % |

|  | 63.67 % |

|  | 63.72 % |

|  | 64.40 % |

|  | 63.33 % |

|  | 23.25 % |

|  | 23.10 % |

|  | 12.35 % |

|  | 13.57 % |

|  | 94.72 % |

|  | 94.74 % |

|  | 1.37 % |

|  | 1.36 % |

|  | 3.91 % |

|  | 3.90 % |

|  | 100.00 % |

|  | 100.00 % |

|  | 54.09 % |

|  | 54.23 % |

|  | 59.40 % |

|  | 60.07 % |

|  | 40.60 % |

|  | 39.97 % |

|  | 92.23 % |

|  | 92.58 % |

|  | 3.51 % |

|  | 3.16 % |

|  | 4.26 % |

|  | 4.26 % |

|  | 100.00 % |

|  | 100.00 % |

|  | 59.25 % |

|  | 59.24 % |

|  | 36.01 % |

|  | 35.75 % |

|  | 30.25 % |

|  | 31.27 % |

|  | 17.09 % |

|  | 16.85 % |

|  | 11.30 % |

|  | 10.82 % |

|  | 5.35 % |

|  | 5.31 % |

|  | 97.26 % |

|  | 97.22 % |

|  | 1.32 % |

|  | 1.38 % |

|  | 1.42 % |

|  | 1.40 % |

|  | 100.00 % |

|  | 100.00 % |

|  | 51.12 % |

|  | 51.15 % |

|  | 70.14 % |

|  | 68.82 % |

|  | 22.06 % |

|  | 21.27 % |

|  | 7.80 % |

|  | 9.90 % |

|  | 94.24 % |

|  | 94.57 % |

|  | 1.90 % |

|  | 1.49 % |

|  | 3.86 % |

|  | 3.94 % |

|  | 100.00 % |

|  | 100.00 % |

|  | 51.93 % |

|  | 51.93 % |

1. 1 2  Concurrió respaldado por el Movimiento para la Democracia.
2. ↑  Concurrió respaldado por el Partido Africano de la Independencia de Cabo Verde.